# Джордж Менделюк
Джордж Менделюк (англ. George Mendeluk, нар.20 березня 1948, Аугсбург, Баварія) — канадський теле- і кінорежисер, продюсер і сценарист українського походження.

## Життєпис
Народився в місті Аугсбург, земля Баварія, Німеччина. Свої перші кроки в кіноіндустрії зробив у 1972 році як сценарист (Радісні жінки Тобаяса Рауке). В 1979 році він став продюсером та режисером фільму «Крижана смерть». Знімав фільми, телефільми та серіали. Був режисером багатьох відомих телесеріалів 80-х («Поліція Маямі», «Горянин», «На південь» та «Андромеда»), та 90-х («Найтмен»). Починаючи з 2006 року, Джордж Менделюк зосередився насамперед на режисурі телевізійних фільмів, а саме «Прикрасити зали» (2005) з Габрієль Картеріс і «Юридичний прорахунок» (2007) з Енн Арчер і Майклом Шенксом в головних ролях.
Джордж Менделюк — член Гільдії режисерів Канади, з 1980-х років президент World Classic Pictures, а з 2008 року — директор MKM Enertainment. Серед нагород режисера — золота та срібна медаль New York Film & Television Festival, Кріс-нагорода Columbus Film Festival та 5 номінацій Gemini Awards, як найкращий режисер.
14 лютого 2016 року на Берлінале відбувся показ першого повнометражного художнього фільму про сталінські репресії в Україні та Голодомор 1932-1933 років, режисером якого виступає Джордж Менделюк. Стрічка має вийти в український прокат 23 лютого 2017 року.
«Гіркі жнива» (Bitter Harvest) — це історія про кохання, надію та спроби вижити в страшний для України час. Режисер вважає, що зараз як ніколи важливо розповісти цю історію Заходу, щоб вона не повторилася:
|  | Як і багато українців, мої батьки пережили неймовірні страждання. Сьогодні, напевно, немає жодного українця, який би не знав про репресії, страти, депортації та голод. Враховуючи важливість того, що сталося, і те, що за межами України мало хто знає про ці події, цю історію геноциду необхідно показати. Це важливо сьогодні. |

## Цікаві факти
Джордж Менделюк отримав ступінь бакалавра (з відзнакою) у Йоркському Університеті за спеціальністю «англійська мова та гуманітарні науки». Менделюк володіє англійською, українською, французькою та російською мовами.

## Фільмографія
Режисер
- Крижана смерть (1979)
- Викрадення президента (1980)
- Поліція Маямі: Відділ моралі (1984—1990)
- Нічна спека (1985—1989)
- Робиш раз (1985)
- Альфред Гічкок представляє (1985—1989)
- Фрикадельки 3 (1986)
- Капітан Пауер і солдати майбутнього (1987—1988)
- Молоді Вершники (1989—1992)
- Неоновий вершник (серіал, 1989—1995)
- True Blue (ТБ, 1989)
- Контрудар (серіал, 1990 – 1993)
- Техніка (ТВ, 1990)
- Горець  (серіал, 1992—1998)
- Гангстери (ТБ, 1992)
- Кунг-фу: Відродження легенди (серіал, 1993—1997)
- Строго на південь (серіал, 1994—1999)
- Самотній голуб (серіал, 1994—1995)
- Дивовижні мандри Геракла (серіал, 1995—1999)
- Маркер (серіал, 1995)
- Самотній голуб: злочинець років (серіал, 1995—1996)
- Болт (відео, 1995)
- Полтергейст: Спадщина (серіал, 1996—1999)
- Торговці (серіал, 1996 – 2000)
- Пригоди Синдбада (серіал, 1996—1998)
- Чорна безодня (серіал, 1997)
- Золоті крила Пенсаколи (серіал, 1997—2000)
- Найтмен (серіал, 1997—1999)
- Мережа (серіал, 1998 – 1999)
- Перша хвиля (серіал, 1998—2001)
- Горець: Ворон (серіал, 1998—1999)
- Згадати все (серіал, 1999)
- Люди справи (1999)
- Жебраки і виборщики (серіал, 1999—2001)
- Мисливці за старовиною (серіал, 1999—2002)
- Андромеда (серіал, 2000—2005)
- Королева мечів (серіал, 2000—2001)
- Зоряний мисливець (серіал, 2001—2002)
- Одіссея 5 (серіал, 2002—2004)
- Вуличний Час (серіал, 2002—2003)
- Ромео! (серіал, 2003)
- Колекціонер людських душ (серіал, 2004—2006)
- Північний берег (серіал, 2004—2005)
- Таємне життя (ТБ, 2005)
- Прикрасити зали (ТВ, 2005)
- Вважати загиблими (ТБ, 2006)
- Її фатальний недолік (ТБ, 2006)
- 12 годин, щоб жити (ТБ, 2006)
- Під омелою (ТБ, 2006)
- На межі ризику (ТБ, 2007)
- Юридичний прорахунок (ТБ, 2007)
- Пункт призначення: Зараження (ТВ, 2007)
- Я знаю, що я бачив (ТБ, 2007)
- Кошмар в кінці коридору (ТБ, 2008)
- Клуб других дружин (ТБ, 2008)
- Загадки Сфінкса (ТБ, 2008)
- Години відчаю (ТБ, 2008)
- У пошуках шторму (ТБ, 2009)
- Відчайдушна втеча (ТБ, 2009)
- Бийся або біжи (2010)
- 16 назавжди (ТБ, 2013)
- Гіркі жнива (2017)

Сценарист
- Весела дружина Тобіаса Рока (1972)
- Крижана смерть (1979)
- Нічна спека (серіал, 1985—1989)
- Робиш раз (1985)
- Фрикадельки 3 (1986)
- На межі ризику (ТБ, 2007)
- Юридичний прорахунок (ТБ, 2007)
- Гіркі жнива (2017)

Продюсер
- Крижана смерть (1979)
- Викрадення президента (1980)
- Робиш раз (1985)
- Бийся або біжи (2010)
- Гіркі жнива (2017)